# カフナロック
株式会社カフナロック（英: KahunaRock）は、日本の芸能事務所。所在地は、東京都渋谷区広尾。

## 所属ARTIST
- Julie Watai
- タリキ
- 中野大地
- 大西洸一郎
- 小山裕久

## 過去の所属ARTIST
- 中垣葉子
- クリッシー・チャウ
- 佐藤研二
- ヤンソナ
- 黒田治
- 吉原珠央